# Attila (film 1918)
Attila è un film del 1918, diretto dal regista Febo Mari.

## Trama
Il film è suddiviso in sei episodi o quadri.

Inizia con l'uccisione per mano di Attila del fratello Bleda. Postosi alla testa degli Unni, Attila tratta con i Visigoti per avanzare pretese sull'Impero Romano d'Oriente. Dopo alcune campagne militari e numerosi amori, Attila viene ucciso da Onoria, la donna romana che le era stata offerta per aver risparmiato la distruzione della città.